# بيسمارك (آلتمارك)
بيسمارك (بالألمانية: Bismark, Germany) هي بلدة ألمانية و بلدة تقع في ألمانيا في شتندال.  يقدر عدد سكانها بـ 8,976 نسمة .

## المدن التوأمة
مدينة فيتينغن هي مدينة توأمة لـبيسمارك (آلتمارك).

## أعلام
- مارتن بيرغ